# Leo Gheeraerdts
Michael Leo Gheeraerdts (Aalst, 10 april 1837 - aldaar, 4 februari 1922) was een Belgisch politicus voor de Katholieke Partij. Hij was burgemeester van Aalst.

## Levensloop
Gheeraerdts stamde uit een nijveraarsfamilie en werd zelf ook nijveraar. Hij baatte een olieslagerij en een maalderij uit.
Na het overlijden van zijn vader Frans, gemeenteraadslid en schepen in Aalst, werd hij in oktober 1884 verkozen tot gemeenteraadslid van Aalst. Begin 1888 werd hij schepen van openbare werken en begin 1896 werd hij benoemd tot burgemeester van Aalst, ter vervanging van Victor Van Wambeke. Hij was ook plaatsvervangend senator voor het kiesarrondissement Aalst-Oudenaarde. Tijdens de Eerste Wereldoorlog werd hij waarnemend vervangen door gemeenteraadslid Jaak Van den Bergh. Begin 1919 nam hij ontslag als burgemeester en werd hij opgevolgd door Felix De Hert.
Gheeraerdts studeerde ook rechten, was rechter bij de handelsrechtbank en kapitein bij de burgerwacht. Hij was lid en nadien voorzitter van de Koninklijke Harmonie ‘Al Groeiend Bloeiend’.
Gheeraerdts was officier in de Leopoldsorde. In Aalst is een straat naar hem vernoemd, met name de Leo Gheeraerdtslaan.